# Pseudosasa cantorii
Pseudosasa cantorii är en gräsart som först beskrevs av William Munro, och fick sitt nu gällande namn av Keng f. Pseudosasa cantorii ingår i släktet splitcanebambusläktet, och familjen gräs. Inga underarter finns listade i Catalogue of Life.